# Scott Waara
Scott Waara (Chicago, 5 giugno 1957) è un attore statunitense.
È noto soprattutto come interprete di musical e ha recitato a Broadway in Wind in the Willows, Welcome to the Club, City of Angels e The Most Happy Fella. Per la sua interpretazione in The Most Happy Fella ha vinto il Tony Award al miglior attore non protagonista in un musical nel 1992.